# 55 Days at Peking
55 Days in Peking, (dịch:"55 Ngày ở Bắc Kinh") là một bộ phim sử thi của Hoa Kỳ, sản xuất bởi Samuel Bronston, đạo diễn bởi Nicholas Ray, Andrew Marton và Guy Green, và diễn xuất bởi Charlton Heston, Ava Gardner và David Niven. Phim được ra mắt bởi công ty Monogram Pictures (bấy giờ là Allied Artists). Cảnh quay được dựng bởi Philip Yordan, Bernard Gordon, Ben Barzman và Robert Hamer. Nhạc được sáng tác bởi Dimitri Tiomkin trong khi bài hát mở màn "So Little Time" được sáng tác bởi Tiomkin với lời của Paul Francis Webster. Bản thân những nhà làm phim ở đây cũng đóng một số vai phụ trong phim.
Bộ phim lấy bối cảnh của cuộc vây hãm các Công sứ Quốc tế ở Bắc Kinh trong nổi loạn Nghĩa Hòa Đoàn từ 1898-1900 ở Nhà Thanh Trung Quốc, nó lấy cảm hứng từ tiểu thuyết của Noel Gerson.

## Tóm tắt
Năm 1900, nạn đói đang hoành hành, ảnh hưởng tới 100 triệu người Trung Quốc bấy giờ, trong khi các cường quốc ngoại bang thì đang tham gia xâu xé Trung Quốc để tranh giành quyền lợi tại một Trung Hoa ngày một suy yếu. Người dân Bắc Kinh cũng chán nản khi hàng ngày mỗi sáng phải nghe các bài quốc ca của những cường quốc ở khu sứ quán gồm: Mỹ, Anh, Pháp, Nga, Đức, Nhật, Ý, Tây Ban Nha, Áo-Hung. Lực lượng Nghĩa Hòa Đoàn, vốn bài xích phương Tây, Thiên Chúa giáo, nên đã liên tục xung đột.
Bất ổn tại Trung Quốc ngày một gia tăng khi Từ Hi Thái hậu (Flora Robson) thông đồng với phe Nghĩa Hòa Đoàn. Ức chế việc 13 trong 18 tỉnh của Trung Quốc rơi vào tay các nước đế quốc, Từ Hy ngấm ngầm xúi giục phe Nghĩa Hòa Đoàn tấn công người ngoại quốc. Đỉnh điểm là việc ám sát Đại sứ Đức ngay trên đường phố, việc này được Thiếu tá Matt Lewis (Charlton Heston) chứng kiến từ cửa sổ khách sạn. Đại sứ Anh Arthur Robinson (David Niven) cùng Thiếu tá Lewis đại diện các cường quốc vào Tử Cấm Thành yết kiến Thái hậu. Bản thân bà cũng không muốn xét xử vụ ám sát đại sứ Đức và yêu cầu  tất cả người nước ngoài bao gồm cả tùy viên ngoại giao ở khu sứ quán "phải rời khỏi đây" trong 24 giờ. Khi hai người rời khỏi cổng của Tử Cấm Thành, đông đảo người dân và quân Nghĩa Hòa Đoàn đã giết chết hai cu li kéo xe, họ đi bộ về phía sứ quán mặc cho đám đông bao vây, xỉ vả xung quanh. Nghe thấy huyên náo, đội trưởng bảo vệ sứ quán Anh dẫn một toán lính ra can thiệp và hộ tống hai người về an toàn. Một cuộc họp giữa đại sứ các nước được diễn ra ở sứ quán Anh để bỏ phiếu về việc ở lại hay rời Bắc Kinh. Ban đầu có 9 phiếu rời đi, Đế quốc Anh bỏ phiếu ở lại khiến các đại sứ chất vấn lý do. Đại sứ Arthur giải thích rằng lực lượng Liên quân chỉ huy bởi Đô đốc Harold Sydney đang trên đường tới Bắc Kinh trong 9 ngày và với niềm tin nếu đoàn kết và kiên định, Thanh triều cũng như quân nổi loạn không thể làm tổn hại đến đại diện của 11 cường quốc và sẽ giữ được hòa bình ở Trung Hoa cũng như trên thế giới.  Cuối cùng tất cả đều quyết định ở lại và chuẩn bị cho cuộc chiến sắp đến.
Lực lượng Thủy quân lục chiến Hoa Kỳ của Thiếu tá Matt Lewis cùng các binh lính của các cường quốc biết rõ việc phòng thủ khu sứ quán chỉ với 400 người trong phạm vi hơn 2 dặm là điều không thể. Nhưng với quyết định cảu các đại sứ, họ đành phân chia phạm vi phòng thủ, bố trí lực lượng, dựng chiến lũy trên đường phố, tăng cường tuần tra, an ninh trong khu vực và thậm chí lắp ráp được một khẩu pháo với nòng cũ của Đức, đạn của Nga, giá đỡ của Ý, bánh xe của Pháp và gọi nó là Betsy theo tên vị Thái hậu nhà Thanh (việc này dựa trên một khẩu pháo có thật trong lịch sử gọi là The International gun (tạm dịch là súng quốc tế)). Họ dũng cảm chiến đấu đẩy lùi các đợt tấn công của quân Nghĩa Hòa Đoàn. Khi nghe tin báo việc lực lượng của Đô đốc Sydney bị chặn đánh ở Thiên Tân, Từ Hy Thái hậu đã ra tuyên chiến và ra lệnh cho quân đội Hoàng gia Đế quốc Thanh tham chiến để "cho lũ quỷ ngoại quốc biết sự lợi hại của Thanh triều". Việc bị bao vây lâu ngày và phải hứng chịu những cuộc pháo kích từ quân Thanh khiến tình trạng thiếu nhu yếu phẩm bao gồm cả đạn dược, thực phẩm và nhất là thuốc men cho thương bệnh binh trong bệnh viện dã chiến trở nên cấp bách.
Thiếu tá Lewis có quan hệ tình cảm với Nữ Bá tước người Nga Natasha Ivanoff (Ava Gardner). Chồng Natasha trước đây đã tự sát khi biết cô có quan hệ ngoại tình với một viên tướng Mãn Thanh. Đại sứ Đế quốc Nga, vốn là anh rể của cô, đã hủy giấy thông hành để lấy lại cái vòng cổ trên người cô vốn rất có giá trị. Mặc dù nữ bá tước dùng đủ cách để thoát khỏi Bắc Kinh, cô lại gặp lại Lewis khi cuộc vây hãm nổ ra, và đang làm việc cho một bệnh viện dã chiến đang cạn kiệt nhu yếu phẩm. Để giúp những người thương binh và mọi người trong khu công sứ, cô đã đánh đổi luôn chiếc vòng đó nhưng không may trúng đạn khi đang vận chuyển nhu yếu phẩm vào trong.
Thái hậu ngấm ngầm kêu gọi Nghĩa Hòa Đoàn tấn công mạnh hơn nữa. Thế nhưng, điều diệu kỳ xuất hiện: Liên quân tám nước kịp tới vào ngày thứ 55 và đẩy lùi quân nổi loạn và quân Thanh. Sau trận Bắc Kinh, Thái Hậu dần nhận ra, thời kỳ của Đại Thanh đang bắt đầu lụi tàn và sẽ dần sụp đổ sau này. Từ Hy Thái cùng Hoàng đế Quang Tự và các văn võ đại thần được một số người bảo vệ lặng lẽ tới Tây An. Trước khi xuất phát, trong trang phục nông dân bà đứng trong điện nhìn ngai vàng và cơ nghiệp nhà Thanh, tự nhủ rằng "Vương triều đã chấm dứt, vương triều đã chấm dứt, vương triều đã chấm dứt."
Liên quân tiến vào Bắc Kinh trong sự vui mừng chào đón từ những người đã bị bao vây trong 55 ngày ở khu công sứ. Thiếu tá Lewis và Đại sứ Arthur quyết định về nước, họ chào nhau lần cuối và tạm biệt.

## Diễn viên
- Charlton Heston trong vai Thiếu tá Matt Lewis (dựa theo tướng Thủy quân lục chiến Hoa Kỳ John Twiggs Myers)
- Ava Gardner trong vai Nữ Nam tước Natasha Ivanoff
- David Niven trong vai Sir Arthur Robertson - Đại sứ Anh tại Bắc Kinh (based upon Sir Claude MacDonald)
- Flora Robson trong vai Từ Hy Thái hậu
- John Ireland trong vai Sgt. Harry
- Leo Genn trong vai Gen. Jung-Lu
- Harry Andrews trong vai Father de Bearn
- Robert Helpmann trong vai Prince Tuan
- Juzo Itami trong vai Col. Shiba
- Kurt Kasznar trong vai Nam tước Sergei Ivanoff - anh rể của Nữ Bá tước
- Philippe Leroy trong vai Julliard
- Paul Lukas trong vai Dr. Steinfeldt
- Lynne Sue Moon trong vai Teresa
- Elizabeth Sellars trong vai Lady Sarah Robertson
- Massimo Serato trong vai Menotti Garibaldi
- Jacques Sernas trong vai Maj. Bobrinski
- Jerome Thor trong vai Capt. Andy Marshall
- Geoffrey Bayldon trong vai Smythe
- Joseph Furst trong vai Capt. Hanselman
- Walter Gotell trong vai Capt. Hoffman
- Alfred Lynch trong vai Gerald (uncredited)
- Alfredo Mayo trong vai Spanish Minister
- Martin Miller trong vai Hugo Bergmann
- José Nieto trong vai Italian Minister
- Eric Pohlmann trong vai Baron von Meck
- Aram Stephan trong vai Gaumaire
- Robert Urquhart trong vai Capt. Hanley
- R.S.M. Ronald Brittain trong vai Sgt. Britten (uncredited)
- Fernando Sancho trong vai Belgian Minister (uncredited)
- Michael Chow trong vai Chiang (uncredited)
- Nicholas Ray trong vai Hoa Kỳ Minister (based upon Edwin H. Conger) (uncredited)
- Yuen Siu Tien (uncredited)
- Burt Kwouk trong vai Old Man (voice)

## Bất cập
Bộ phim gây ra khá nhiều vấn đề, một phần do đa số các vai diễn cho các nhân vật Trung Quốc đều được các Diễn viên da trắng thủ vai. Ngoài ra còn có những mâu thuẫn màu da, dân tộc Chủ nghĩa cũng như chính trị các nước.
Việc Trung Quốc bấy giờ đóng cửa với thế giới cũng gây ra vô vàn khó khăn.

## Đón nhận
Bộ phim trở thành một thảm họa thương mại tại Hoa Kỳ. Chi phí 17 triệu đô la để thực hiện bộ phim được coi là rất lớn vào thời đó nhưng tổng doanh thu phòng vé trong nước chỉ đạt 10 triệu đô la trong đó nhà sản xuất chỉ lấy về được 5 triệu đô la. Đây là bộ phim có tổng danh thu đứng thứ 20 trong năm 1963. Các số liệu vừa kể không bao gồm doanh thu phòng vé bên ngoài Hoa Kỳ là nơi doanh thu đạt được thành công hơn.

### Giải Oscar
Dimitri Tiomkin được đề cử cho giải thưởng về bài hát và âm nhạc xuất sắc nhất.